# Xylotheca longipes
Xylotheca longipes là một loài thực vật có hoa trong họ Achariaceae. Loài này được (Gilg) Gilg miêu tả khoa học đầu tiên năm 1908.